# Uma (deusa)

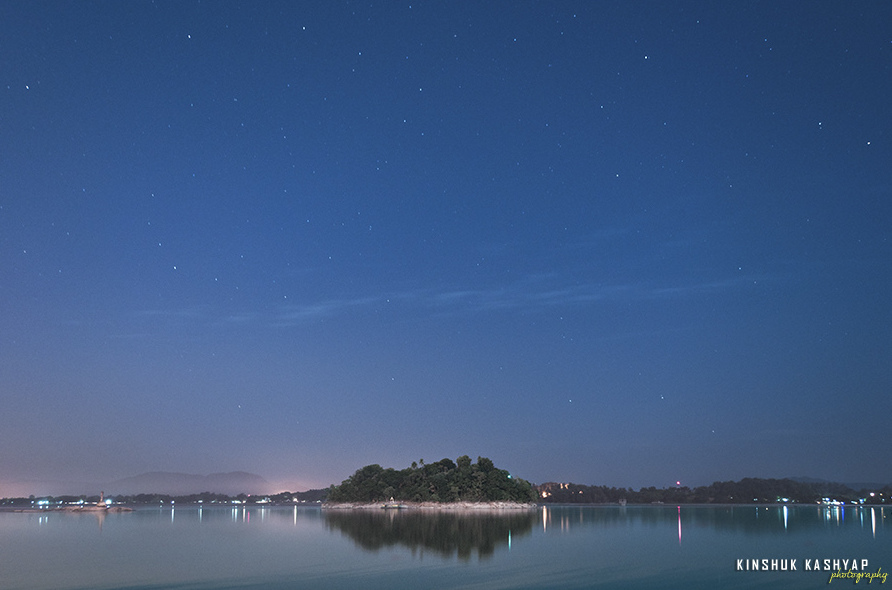
Ao centro, a ilha Umananda, em Guwahati, no estado de Assam, na Índia. "Umananda", traduzido do assamês, significa "felicidade de Uma".

Uma é uma deusa hindu. É considerada uma manifestação da deusa Parvati, esposa de Xiva. É dourada, luminosa, bela e associada a manifestações mais brandas de Xiva. Usualmente, serve de mediadora nos conflitos entre Brama e os demais deuses do panteão hindu.